# Сміле (Алчевський район)
Смі́ле — село в Україні, у Зимогір'ївській міській громаді Алчевського району Луганської області. Населення 1031 осіб. До 2020 - орган місцевого самоврядування — Смілянська сільська рада.
Знаходиться на тимчасово окупованій території України. 
Відповідно до Розпорядження Кабінету Міністрів України від 12 червня 2020 року № 717-р «Про визначення адміністративних центрів та затвердження територій територіальних громад Луганської області» увійшло до складу Зимогір'ївської міської громади.

## Географія
На захід від села проходить лінія розмежування сил на Донбасі (див. Мінська угода (2015)). Сусідні населені пункти: селище Слов'яносербськ на сході, села  Красний Лиман на північному сході, Пришиб, Знам'янка на півночі, Сокільники на північному заході, селище Фрунзе, села Пахалівка, Петровеньки на заході, Новогригорівка і  Хороше на південному заході, Степове і Довге на південному сході.

## Історія

### Війна на сході України
У жовтні 2014 року біля села точилися важкі бої. Український блокпост № 32, розташований на перехресті на Бахмутській трасі неподалік села, був заблокований від постачання води і провізії. Українські сили 13—26 жовтня здійснили декілька спроб прорвати оточення, проте зазнали втрат загиблими і техніки. 27 жовтня українські війська по домовленості залишили 32-й блокпост.
В квітні 2016 року ГУР МОУ виявило мобільні комплекси «Свет-КУ» на озброєнні російських бойовиків ЗС в населених пунктах Сміле, Кіровськ і Первомайськ.

## Населення

### Мова
Розподіл населення за рідною мовою за даними перепису 2001 року:
| Мова       | Кількість | Відсоток |
| ---------- | --------- | -------- |
| російська  | 835       | 80.99%   |
| українська | 196       | 19.01%   |
| Усього     | 1031      | 100%     |

## Люди
В селі народився Корнєв Володимир Маркович (1935—2018) — скульптор, живописець.